# Kygo
 Der er for få eller ingen kildehenvisninger i denne artikel, hvilket er et problem. Du kan hjælpe ved at angive troværdige kilder til de påstande, som fremføres i artiklen.

Kygo (Kyrre Gørvell-Dahll, født 11. september 1991 i Singapore) er en norsk DJ, som bl.a. producerer remixes. Kunstnernavnet Kygo kommer fra hans brugernavn på skoleplatformen Its Learning på Fana gymnasium.
Han blev introduceret til musik af sin mor fordi hun tilmeldte ham til et klaverkursus uden at spørge ham.[kilde mangler] Han blev ved med at få klaverundervisning i mange år, indtil han selv begyndte at producere musik. Siden da har han haft succes med remixes af bl.a. Marvin Gayes "Sexual Healing", Ed Sheerans "I See Fire" og Seinabo Seys "Younger". Alle disse, samt flere andre numre, har millioner af afspilninger på Soundcloud. I 2014 skrev han under på en kontrakt for Sony Music og  1. december lancerede han sin første rigtige single, Firestone, med den australske vokalist Conrad.  Firestone har indtaget verden med storm med millioner af afspilninger på Spotify og Youtube samt adskillige top 10-placeringer i internationale iTunes, heriblandt Danmark.

## Optrædener i Danmark
- 18. december 2014 besøgte han Train i Århus samt Vega i København.[kilde mangler]
- 12. september 2015 på Roskilde Festival i Arena-teltet samt i Tivoli til The Voice.
- 4. august 2016 Kygo på Smukfest.
- 11. februar 2018 i Royal Arena på hans "Kids in Love Tour".
- 29. juni 2018 på den fynske festival Tinderbox.
- 6. november 2024 i Royal Arena, hvor han havde gæstestjernerne Justin Jesso, Zak Abel, HAYLA, Sandro Cavazza samt Parson James med på scenen.[kilde mangler]